# جيديون باه
جيديون باه (بالإنجليزية: Gideon Baah)‏ (1 أكتوبر 1991 بأكرا في غانا - ) هو لاعب كرة قدم غاني في مركز الدفاع. شارك مع منتخب غانا تحت 20 سنة لكرة القدم ومنتخب غانا لكرة القدم. أما مع النوادي، فقد لعب مع أشانتي كوتوكو ونادي هلسنكي ونيويورك ريد بولز وهونكا.

## وصلات خارجية
- جيديون باه على موقع الدوري الأمريكي (الإنجليزية)
- جيديون باه على موقع قاعدة بيانات كرة القدم.إي يو (الإنجليزية)
- جيديون باه على موقع ناشيونال فوتبول تيمز (الإنجليزية)
- جيديون باه على موقع Soccerway.com (الإنجليزية)
- جيديون باه على موقع AS.com (الإسبانية)